# Hologymnosus annulatus
Hologymnosus annulatus és una espècie de peix de la família dels làbrids i de l'ordre dels perciformes que habita des del Mar Roig i Sud-àfrica fins a les illes de la Societat, Pitcairn, el sud del Japó i el sud-est d'Austràlia. Els mascles poden assolir els 40 cm de longitud total.